# Saint-Laurent-de-Céris
Saint-Laurent-de-Céris é uma comuna francesa na região administrativa da Nova Aquitânia, no departamento de Charente. Estende-se por uma área de 29,89 km². Em 2010 a comuna tinha 795 habitantes (densidade: 26,6 hab./km²).